# Kuntur Chukuña
Kuntur Chukuña (aymara kunturi kondor, -(i)ri suffix, chukuña sitta på huk, också Condor Chucuna, Condor Chucuña) är ett berg i Bolivia.   Det ligger i departementet Potosí, i den södra delen av landet, 160 km sydväst om huvudstaden Sucre. Toppen på Kuntur Chukuña är 5 252 meter över havet, eller 9 meter över den omgivande terrängen. Bredden vid basen är 0,20 km.
Terrängen runt Kuntur Chukuña är huvudsakligen lite bergig. Trakten är glest befolkad. 